# Süßenbrunn (Herrschaft)
Die Herrschaft Süssenbrunn war eine Grundherrschaft im Viertel unter dem Manhartsberg im Erzherzogtum Österreich unter der Enns, dem heutigen Niederösterreich.

## Ausdehnung
Die Herrschaft umfasste zuletzt die Ortsobrigkeit über Süssenbrunn, Aderklaa, Deutschwagram und Gerasdorf. Der Sitz der Verwaltung befand sich im Schloss Süßenbrunn, die Herrschaft wurde jedoch von der Herrschaft Jedlersdorf mitverwaltet.

## Geschichte
Die letzten Inhaber der Allodialherrschaft waren die minderjährigen Grafen Adolf und Viktor Dubský von Třebomyslice sowie Sophie Gräfin von Dubsky, die die Herrschaft nach den frühen Tod ihrer Mutter Freiin Eugenie von Bartenstein  (1808–1837) geerbt hatten. Die Herrschaft wurde nach den Reformen 1848/1849 aufgelöst.